# Heidi Zahn
Heidi Zahn – australijska judoczka.
Złota medalistka mistrzostw Oceanii w 1979. Wicemistrzyni Australii w 1979 i 1980 roku.